# Knud Bergslien
Knud Bergslien (Voss, 15 maggio 1827 – Oslo, 27 novembre 1908) è stato un pittore norvegese, fu il principale pittore storico norvegese e anche un apprezzato ritrattista, dal 1870 diresse una scuola di pittura frequentata da molti artisti del paese.

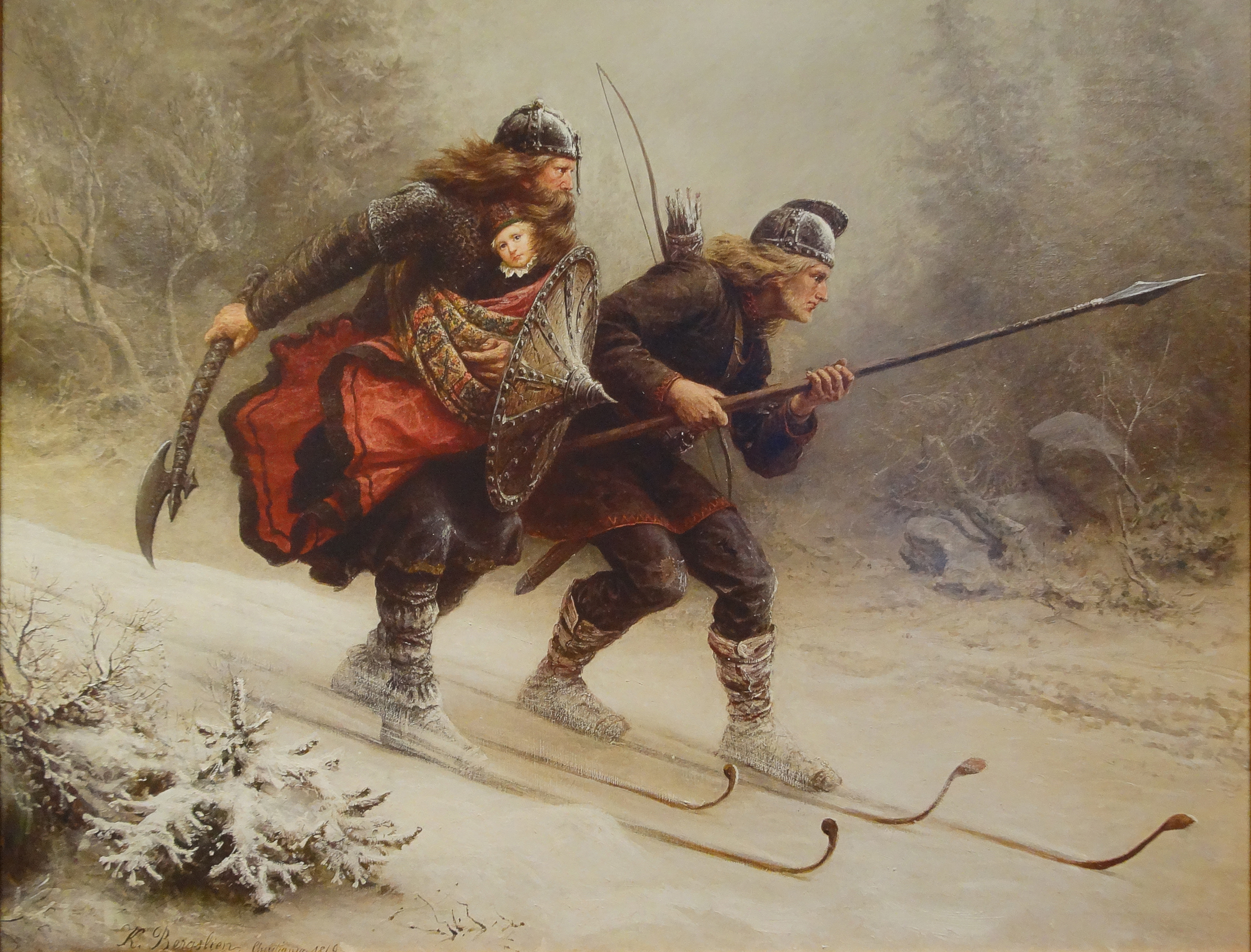
Birkebeinerne på Ski over Fjeldet med Kongsbarnet (1869)

Knud Bergslien era figlio di Lars Bergeson Bergslien e Kirsten Knutsdotter Gjelle, tra i suoi fratelli vi era lo scultore Brynjulf Bergslien (1830-98), Knud era zio dello scultore Nils Bergslien, figlio di suo fratello Nils Larsen.
Arruolatosi a 18 anni, ben presto divenne evidente il suo talento per il disegno, dopo due anni venne congedato per permettergli la frequentazione della scuola di disegno a Bergen.
Per due anni fu allievo del pittore paesaggista Hans Leganger Reusch, dal 1849 al 1852 frequentò l'Accademia reale di belle arti di Anversa dove fu allievo di Josephus Laurentius Dyckmans, ritrattista e pittore di genere, dal 1850 al 1851 trascorse un periodo a Parigi allievo di Charles Gleyre.
Nel 1852 fece ritorno a Bergen per assumere il ruolo di insegnante nella scuola di disegno e pittura, acquisì notorietà come ritrattista. Un anno dopo si trasferì a Kristiania dove fu attivo come ritrattista. Nel 1855 si recò a Düsseldorf con una borsa di studio del governo per frequentare la cerchia di pittori romantici della scuola di Düsseldorf dove rimase fino al 1869. Durante il soggiorno in Germania seguì la tradizione di Adolph Tidemand rappresentando scene di vita popolare e soggetti legati alla storia norvegese. Era stato omaggiato da parte di un benefattore di una copia dell'Heimskringla di Snorri Sturluson con il suggerimento di ritrarre "Gli eroi della Norvegia", di questa fase vi sono diversi schizzi e studi sul tema e alcuni dipinti. Di quest'epoca sono anche le sue opere più famose tra cui il dipinto storico Birkebeinerne på Ski over Fjeldet med Kongsbarnet (1869).
Rientrò a Kristiania nel 1869, l'anno successivo assunse, insieme a Morten Müller, la direzione della scuola di pittura aperta da Johan Fredrik Eckersberg mancato quello stesso anno. Dopo l'abbandono di Müller la scuola assunse il nome di scuola di pittura Bergslien (Bergsliens Malerskole). Molti pittori norvegesi che hanno lasciato il segno nell'arte norvegese dagli anni Ottanta del XIX secolo fino al presente frequentarono la sua scuola. Tra questi: Christian Skredsvig, Hans Heyerdahl, Eilif Peterssen, Gerhard Munthe, Edvard Munch, Harriet Backer, Kalle Løchen, Marie Tannæs, Torstein Torsteinson, Halfdan Egedius e Thorvald Erichsen.
Bergslien gestì la scuola fino al 1900 circa.
Per l'opera Oscar 2.s kroning (L'incoronazione di Oscar II - 1874) fu insignito dell'Ordine di Vasa.
Knud Bergslien è sepolto nel Vår Frelsers gravlund a Oslo.